# Ski alpin aux Jeux paralympiques d'hiver de 2014
Navigation
Vancouver 2010 Pyeongchang 2018
Les épreuves de ski alpin aux Jeux paralympiques d'hiver de 2014 se tiennent du 8 au 16 mars 2014 à la station alpine Rosa Khutor dans la station de sports d'hiver de Krasnaïa Poliana dans le kraï de Krasnodar (Russie).
Le snowboard fait ici son apparition aux Jeux paralympiques, et est formellement classifié comme faisant partie du ski alpin. Il s'agit d'épreuves de descente (vitesse) pour athlètes handicapés des membres inférieurs, exclusivement dans la catégorie debout.

## Calendrier
| C  | Course                   |
| C1 | Slalom du Super combiné  |
| C2 | Super-G du Super combiné |

| Évènements                           | Évènements                           | Évènements                           | Calendrier | Calendrier | Calendrier | Calendrier | Calendrier | Calendrier | Calendrier | Calendrier | Calendrier | Calendrier |
| Évènements                           | Évènements                           | Évènements                           | 7          | 8          | 9          | 10         | 11         | 12         | 13         | 14         | 15         | 16         |
| Évènements                           | Évènements                           | Évènements                           | Mars 2014  |            |            |            |            |            |            |            |            |            |
| Cérémonies d'ouverture et de clôture | Cérémonies d'ouverture et de clôture | Cérémonies d'ouverture et de clôture | •          |            |            |            |            |            |            |            |            | •          |
|                                      |                                      |                                      |            |            |            |            |            |            |            |            |            |            |
| Hommes                               |                                      |                                      |            |            |            |            |            |            |            |            |            |            |
| Malvoyants                           |                                      |                                      |            |            |            |            |            |            |            |            |            |            |
| Descente                             |                                      | C                                    |            |            |            |            |            |            |            |            |            |            |
| Super G                              |                                      |                                      | C          |            |            |            |            |            |            |            |            |            |
| Slalom géant                         |                                      |                                      |            |            |            |            |            |            | C          |            |            |            |
| Slalom                               |                                      |                                      |            |            |            |            | C          |            |            |            |            |            |
| Super combiné                        |                                      |                                      |            |            | C1         |            |            | C2         |            |            |            |            |
| Debout                               |                                      |                                      |            |            |            |            |            |            |            |            |            |            |
| Descente                             |                                      | C                                    |            |            |            |            |            |            |            |            |            |            |
| Super G                              |                                      |                                      | C          |            |            |            |            |            |            |            |            |            |
| Slalom géant                         |                                      |                                      |            |            |            |            |            |            | C          |            |            |            |
| Slalom                               |                                      |                                      |            |            |            |            | C          |            |            |            |            |            |
| Super combiné                        |                                      |                                      |            |            | C1         |            |            | C2         |            |            |            |            |
| Snowboard                            |                                      |                                      |            |            |            |            |            | C          |            |            |            |            |
| Assis                                |                                      |                                      |            |            |            |            |            |            |            |            |            |            |
| Descente                             |                                      | C                                    |            |            |            |            |            |            |            |            |            |            |
| Super G                              |                                      |                                      | C          |            |            |            |            |            |            |            |            |            |
| Slalom géant                         |                                      |                                      |            |            |            |            |            |            | C          |            |            |            |
| Slalom                               |                                      |                                      |            |            |            |            | C          |            |            |            |            |            |
| Super combiné                        |                                      |                                      |            |            | C1         |            |            | C2         |            |            |            |            |
|                                      |                                      |                                      |            |            |            |            |            |            |            |            |            |            |
| Femmes                               |                                      |                                      |            |            |            |            |            |            |            |            |            |            |
| Malvoyantes                          |                                      |                                      |            |            |            |            |            |            |            |            |            |            |
| Descente                             |                                      | C                                    |            |            |            |            |            |            |            |            |            |            |
| Super G                              |                                      |                                      |            | C          |            |            |            |            |            |            |            |            |
| Slalom géant                         |                                      |                                      |            |            |            |            |            |            |            | C          |            |            |
| Slalom                               |                                      |                                      |            |            |            | C          |            |            |            |            |            |            |
| Super combiné                        |                                      |                                      |            |            | C1         |            |            | C2         |            |            |            |            |
| Debout                               |                                      |                                      |            |            |            |            |            |            |            |            |            |            |
| Descente                             |                                      | C                                    |            |            |            |            |            |            |            |            |            |            |
| Super G                              |                                      |                                      |            | C          |            |            |            |            |            |            |            |            |
| Slalom géant                         |                                      |                                      |            |            |            |            |            |            |            | C          |            |            |
| Slalom                               |                                      |                                      |            |            |            | C          |            |            |            |            |            |            |
| Super combiné                        |                                      |                                      |            |            | C1         |            |            | C2         |            |            |            |            |
| Snowboard                            |                                      |                                      |            |            |            |            |            | C          |            |            |            |            |
| Assises                              |                                      |                                      |            |            |            |            |            |            |            |            |            |            |
| Descente                             |                                      | C                                    |            |            |            |            |            |            |            |            |            |            |
| Super G                              |                                      |                                      |            | C          |            |            |            |            |            |            |            |            |
| Slalom géant                         |                                      |                                      |            |            |            |            |            |            |            | C          |            |            |
| Slalom                               |                                      |                                      |            |            |            | C          |            |            |            |            |            |            |
| Super combiné                        |                                      |                                      |            |            | C1         |            |            | C2         |            |            |            |            |
|                                      |                                      |                                      |            |            |            |            |            |            |            |            |            |            |

## Médaillés

### Hommes

#### Malvoyants
| Épreuves      | Or                                                          | Argent                                                      | Bronze                                                            |
| ------------- | ----------------------------------------------------------- | ----------------------------------------------------------- | ----------------------------------------------------------------- |
| Descente      | Jon Santacana Maiztegui (ESP) Guide : Miguel Galindo Garces | Miroslav Haraus (SVK) Guide : Maros Hudik                   | Mac Marcoux (CAN) Guide : Robin Femy                              |
| Super G       | Jakub Krako (SVK) Guide : Martin Motyka                     | Mark Bathum (USA) Guide : Cade Yamamoto                     | Mac Marcoux (CAN) Guide : Robin Femy                              |
| Slalom géant  | Mac Marcoux (CAN) Guide : Robin Femy                        | Jakub Krako (SVK) Guide : Martin Motyka                     | Valerii Redkozubov (RUS) Guide : Evgeny Geroev                    |
| Slalom        | Valerii Redkozubov (RUS) Guide : Evgeny Geroev              | Jon Santacana Maiztegui (ESP) Guide : Miguel Galindo Garces | Chris Williamson (CAN) Guide : Nick Brush                         |
| Super combiné | Valerii Redkozubov (RUS) Guide : Evgeny Geroev              | Mark Bathum (USA) Guide : Cade Yamamoto                     | Gabriel Juan Gorce Yepes (ESP) Guide : Josep Arnau Ferrer Ventura |

#### Debout
| Épreuves      | Or                            | Argent                        | Bronze                        |
| ------------- | ----------------------------- | ----------------------------- | ----------------------------- |
| Descente      | Markus Salcher (AUT)          | Alexey Bugaev (RUS)           | Vincent Gauthier-Manuel (FRA) |
| Super G       | Markus Salcher (AUT)          | Matthias Lanzinger (AUT)      | Alexey Bugaev (RUS)           |
| Slalom géant  | Vincent Gauthier-Manuel (FRA) | Alexey Bugaev (RUS)           | Markus Salcher (AUT)          |
| Slalom        | Alexey Bugaev (RUS)           | Vincent Gauthier-Manuel (FRA) | Alexander Alyabyev (RUS)      |
| Super combiné | Alexey Bugaev (RUS)           | Matthias Lanzinger (AUT)      | Toby Kane (AUS)               |
| Snowboard     | Evan Strong (USA)             | Michael Shea (en) (USA)       | Keith Gabel (USA)             |

#### Assis
| Épreuves      | Or                   | Argent                   | Bronze                |
| ------------- | -------------------- | ------------------------ | --------------------- |
| Descente      | Akira Kano (JPN)     | Josh Dueck (CAN)         | Takeshi Suzuki (JPN)  |
| Super G       | Akira Kano (JPN)     | Taiki Morii (JPN)        | Caleb Brousseau (CAN) |
| Slalom géant  | Christoph Kunz (SUI) | Corey Peters (NZL)       | Roman Rabl (AUT)      |
| Slalom        | Takeshi Suzuki (JPN) | Philipp Bonadimann (AUT) | Roman Rabl (AUT)      |
| Super combiné | Josh Dueck (CAN)     | Heath Calhoun (USA)      | Roman Rabl (AUT)      |

### Femmes

#### Malvoyantes
| Épreuves      | Or                                                | Argent                                           | Bronze                                            |
| ------------- | ------------------------------------------------- | ------------------------------------------------ | ------------------------------------------------- |
| Descente      | Henrieta Farkašová (SVK) Guide : Natália Šubrtová | Jade Etherington (GBR) Guide : Caroline Powell   | Aleksandra Frantceva (RUS) Guide : Pavel Zabotin  |
| Super G       | Kelly Gallagher (GBR) Guide : Charlotte Evans     | Aleksandra Frantceva (RUS) Guide : Pavel Zabotin | Jade Etherington (GBR) Guide : Caroline Powell    |
| Slalom géant  | Henrieta Farkašová (SVK) Guide : Natália Šubrtová | Aleksandra Frantceva (RUS) Guide : Pavel Zabotin | Jessica Gallagher (AUS) Guide : Christian Geiger  |
| Slalom        | Aleksandra Frantceva (RUS) Guide : Pavel Zabotin  | Jade Etherington (GBR) Guide : Caroline Powell   | Henrieta Farkašová (SVK) Guide : Natália Šubrtová |
| Super combiné | Aleksandra Frantceva (RUS) Guide : Pavel Zabotin  | Jade Etherington (GBR) Guide : Caroline Powell   | Danelle Umstead (USA) Guide : Robert Umstead      |

#### Debout
| Épreuves      | Or                       | Argent                           | Bronze                 |
| ------------- | ------------------------ | -------------------------------- | ---------------------- |
| Descente      | Marie Bochet (FRA)       | Inga Medvedeva (RUS)             | Allison Jones (USA)    |
| Super G       | Marie Bochet (FRA)       | Solène Jambaqué (FRA)            | Stephanie Jallen (USA) |
| Slalom géant  | Marie Bochet (FRA)       | Allison Jones (USA)              | Solène Jambaqué (FRA)  |
| Slalom        | Andrea Rothfuss (GER)    | Inga Medvedeva (RUS)             | Petra Smaržová (SVK)   |
| Super combiné | Marie Bochet (FRA)       | Andrea Rothfuss (GER)            | Stephanie Jallen (USA) |
| Snowboard     | Bibian Mentel-Spee (NED) | Cécile Hernandez-Cervellon (FRA) | Amy Purdy (USA)        |

#### Assises
| Épreuves      | Or                       | Argent                  | Bronze                  |
| ------------- | ------------------------ | ----------------------- | ----------------------- |
| Descente      | Anna Schaffelhuber (GER) | Alana Nichols (USA)     | Laurie Stephens (USA)   |
| Super G       | Anna Schaffelhuber (GER) | Claudia Loesch (AUT)    | Laurie Stephens (USA)   |
| Slalom géant  | Anna Schaffelhuber (GER) | Claudia Loesch (AUT)    | Anna-Lena Forster (GER) |
| Slalom        | Anna Schaffelhuber (GER) | Anna-Lena Forster (GER) | Kimberly Joines (USA)   |
| Super combiné | Anna Schaffelhuber (GER) | Anna-Lena Forster (GER) | non attribuée           |

## Tableau des médailles
- Pays organisateur (Russie)

| Rang  | Nation           | Or | Argent | Bronze | Total |
| ----- | ---------------- | -- | ------ | ------ | ----- |
| 1     | Russie           | 6  | 6      | 4      | 16    |
| 2     | Allemagne        | 6  | 4      | 1      | 11    |
| 3     | France           | 5  | 3      | 2      | 10    |
| 4     | Slovaquie        | 3  | 2      | 2      | 7     |
| 5     | Japon            | 3  | 1      | 1      | 5     |
| 6     | Autriche         | 2  | 5      | 4      | 11    |
| 7     | Canada           | 2  | 1      | 5      | 8     |
| 8     | États-Unis       | 1  | 5      | 8      | 14    |
| 9     | Grande-Bretagne  | 1  | 3      | 1      | 5     |
| 10    | Espagne          | 1  | 1      | 1      | 3     |
| 11=   | Pays-Bas         | 1  | 0      | 0      | 1     |
| 11=   | Suisse           | 1  | 0      | 0      | 1     |
| 13    | Nouvelle-Zélande | 0  | 1      | 0      | 1     |
| 14    | Australie        | 0  | 0      | 2      | 2     |
| Total | Total            | 32 | 32     | 31     | 95    |